# 下新庄
下新庄（しもしんじょう）は、大阪府大阪市東淀川区にある町名。現行行政地名は下新庄一丁目から下新庄六丁目。地元ではしもしんと親しまれている。

## 地理
東淀川区の北部に位置し、東に上新庄、西の南側に淡路、北側に西淡路、南に菅原、北に吹田市と接している。

### 河川
- 神崎川

## 世帯数と人口
2019年（平成31年）3月31日現在の世帯数と人口は以下の通りである。
| 丁目         | 世帯数    | 人口     |
| ------------ | --------- | -------- |
| 下新庄一丁目 | 529世帯   | 813人    |
| 下新庄二丁目 | 984世帯   | 1,655人  |
| 下新庄三丁目 | 1,720世帯 | 3,230人  |
| 下新庄四丁目 | 2,295世帯 | 3,774人  |
| 下新庄五丁目 | 1,566世帯 | 2,958人  |
| 下新庄六丁目 | 1,043世帯 | 1,693人  |
| 計           | 8,137世帯 | 14,123人 |

### 人口の変遷
国勢調査による人口の推移。
| 1995年（平成7年）  | 15,228人 | [ 5 ] |  |
| 2000年（平成12年） | 15,121人 | [ 6 ] |  |
| 2005年（平成17年） | 14,462人 | [ 7 ] |  |
| 2010年（平成22年） | 14,182人 | [ 8 ] |  |
| 2015年（平成27年） | 14,096人 | [ 9 ] |  |

### 世帯数の変遷
国勢調査による世帯数の推移。
| 1995年（平成7年）  | 7,448世帯 | [ 5 ] |  |
| 2000年（平成12年） | 7,511世帯 | [ 6 ] |  |
| 2005年（平成17年） | 7,404世帯 | [ 7 ] |  |
| 2010年（平成22年） | 7,475世帯 | [ 8 ] |  |
| 2015年（平成27年） | 7,527世帯 | [ 9 ] |  |

## 事業所
2016年（平成28年）現在の経済センサス調査による事業所数と従業員数は以下の通りである。
| 丁目         | 事業所数  | 従業員数 |
| ------------ | --------- | -------- |
| 下新庄一丁目 | 21事業所  | 328人    |
| 下新庄二丁目 | 24事業所  | 61人     |
| 下新庄三丁目 | 41事業所  | 1,338人  |
| 下新庄四丁目 | 63事業所  | 544人    |
| 下新庄五丁目 | 75事業所  | 598人    |
| 下新庄六丁目 | 40事業所  | 620人    |
| 計           | 264事業所 | 3,489人  |

## 交通

### 鉄道
- 阪急電鉄
  - 千里線 下新庄駅

### 道路
- 大阪府道14号大阪高槻京都線

## 施設
- 大阪市立下新庄小学校
- 東淀川郵便局
- 東淀川下新庄四郵便局
- 万代 下新庄店
- 都市再生機構 シティコート下新庄

## その他

### 日本郵便
- 〒533-0021[3]（集配局：東淀川郵便局[11]）